# Barbados na Letnich Igrzyskach Olimpijskich 2016
Barbados na Letnich Igrzyskach Olimpijskich 2016, które odbyły się w Rio de Janeiro, reprezentowało 11 zawodników – 7 mężczyzn i 4 kobiety.
Był to dwunasty start reprezentacji Barbadosu na letnich igrzyskach olimpijskich.

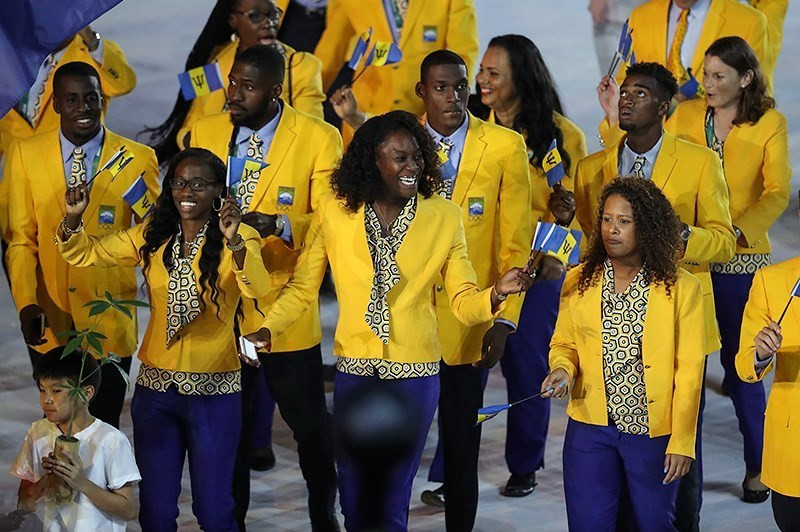
Reprezentacja Barbadosu podczas ceremonii otwarcia Letnich Igrzysk Olimpijskich 2016

## Reprezentanci

### Lekkoatletyka
Mężczyźni
| Zawodnik        | Konkurencja | Eliminacje | Eliminacje | Ćwierćfinał | Ćwierćfinał | Półfinał | Półfinał | Finał | Finał   |
| Zawodnik        | Konkurencja | Wynik      | Miejsce    | Wynik       | Miejsce     | Wynik    | Miejsce  | Wynik | Miejsce |
| --------------- | ----------- | ---------- | ---------- | ----------- | ----------- | -------- | -------- | ----- | ------- |
| Ramon Gittens   | 100 m       | BYE        | BYE        | 10,25       | 4.          | NQ       | NQ       | NQ    | NQ      |
| Ramon Gittens   | 200 m       | 20,58      | 3.         | —           | —           | NQ       | NQ       | NQ    | NQ      |
| Levi Cadogan    | 200 m       | 21,02      | 7.         | —           | —           | NQ       | NQ       | NQ    | NQ      |
| Burkheart Ellis | 200 m       | 20,74      | 4.         | —           | —           | NQ       | NQ       | NQ    | NQ      |

Kobiety
| Zawodniczka     | Konkurencja        | Eliminacje | Eliminacje | Półfinał | Półfinał | Finał | Finał   |
| Zawodniczka     | Konkurencja        | Wynik      | Miejsce    | Wynik    | Miejsce  | Wynik | Miejsce |
| --------------- | ------------------ | ---------- | ---------- | -------- | -------- | ----- | ------- |
| Kierre Beckles  | 100 m przez płotki | 13,01      | 6.         | NQ       | NQ       | NQ    | NQ      |
| Tia-Adana Belle | 400 m przez płotki | 56,68      | 4.         | NQ       | NQ       | NQ    | NQ      |

| Zawodniczka | Konkurencja | Kwalifikacje | Kwalifikacje | Finał | Finał   |
| Zawodniczka | Konkurencja | Wynik        | Miejsce      | Wynik | Miejsce |
| ----------- | ----------- | ------------ | ------------ | ----- | ------- |
| Akela Jones | skok wzwyż  | 1,85         | 31.          | NQ    | NQ      |

Siedmiobój
| Zawodniczka | Konkurencja | 100H  | HJ   | SP    | 200 m | LJ   | JT    | 800 m   | Razem | Pozycja |
| ----------- | ----------- | ----- | ---- | ----- | ----- | ---- | ----- | ------- | ----- | ------- |
| Akela Jones | Rezultat    | 13,00 | 1,89 | 14,09 | 24,35 | 6,30 | 42,00 | 2:41,12 | 6173  | 20.     |
| Akela Jones | Punkty      | 1124  | 1093 | 800   | 947   | 943  | 706   | 560     | 6173  | 20.     |

### Pływanie
Mężczyźni
| Zawodnik    | Konkurencja           | Eliminacje | Eliminacje | Półfinał | Półfinał | Finał | Finał   |
| Zawodnik    | Konkurencja           | Czas       | Miejsce    | Czas     | Miejsce  | Czas  | Miejsce |
| ----------- | --------------------- | ---------- | ---------- | -------- | -------- | ----- | ------- |
| Alex Sobers | 100 m stylem dowolnym | 3:59,97    | 44.        | NQ       | NQ       | NQ    | NQ      |

Kobiety
| Zawodniczka  | Konkurencja           | Eliminacje | Eliminacje | Półfinał | Półfinał | Finał | Finał   |
| Zawodniczka  | Konkurencja           | Czas       | Miejsce    | Czas     | Miejsce  | Czas  | Miejsce |
| ------------ | --------------------- | ---------- | ---------- | -------- | -------- | ----- | ------- |
| Lani Cabrera | 100 m stylem dowolnym | 4:28,95    | 30.        | NQ       | NQ       | NQ    | NQ      |

### Strzelectwo
Mężczyźni
| Zawodnik        | Konkurencja | Kwalifikacje | Kwalifikacje | Półfinał | Półfinał | Finał  | Finał   |
| Zawodnik        | Konkurencja | Punkty       | Miejsce      | Punkty   | Miejsce  | Punkty | Miejsce |
| --------------- | ----------- | ------------ | ------------ | -------- | -------- | ------ | ------- |
| Michael Maskell | skeet       | 118          | 18.          | NQ       | NQ       | NQ     | NQ      |

### Tenis ziemny
Mężczyźni
| Zawodnik    | Konkurencja    | 1/32               | 1/16             | 1/8              | Ćwierćfinał      | Półfinał         | Finał/BM         | Finał/BM |
| Zawodnik    | Konkurencja    | Przeciwnik Wynik   | Przeciwnik Wynik | Przeciwnik Wynik | Przeciwnik Wynik | Przeciwnik Wynik | Przeciwnik Wynik | Pozycja  |
| ----------- | -------------- | ------------------ | ---------------- | ---------------- | ---------------- | ---------------- | ---------------- | -------- |
| Darian King | gra pojedyncza | Johnson P 3:6, 2:6 | NQ               | NQ               | NQ               | NQ               | NQ               | NQ       |

### Triathlon
| Zawodnicy    | Konkurencja | Pływanie (1,5 km) | Zmiana 1 | Jazda na rowerze (40 km) | Zmiana 2 | Bieg (10 km) | Czas | Pozycja |
| ------------ | ----------- | ----------------- | -------- | ------------------------ | -------- | ------------ | ---- | ------- |
| Jason Wilson | Mężczyźni   | 17:31             | 0:49     | DNF                      | DNF      | DNF          | DNF  | DNF     |